# Калашников, Михаил Тимофеевич

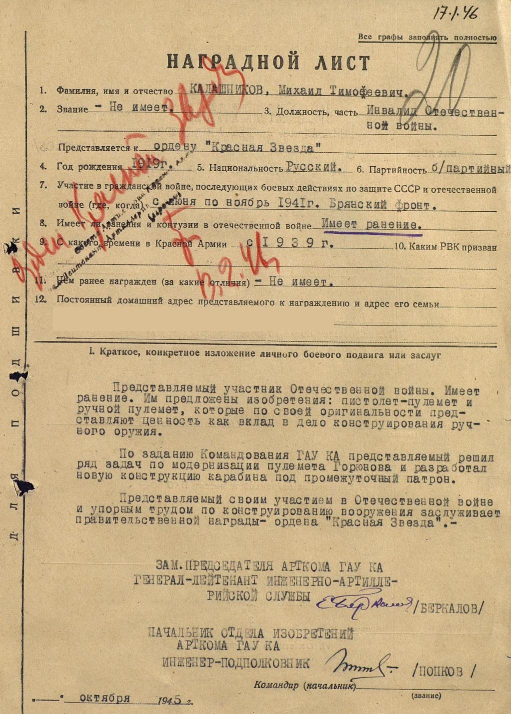
Наградной лист на первый орден Красной звезды. Октябрь 1945 года

Михаи́л Тимофе́евич Кала́шников (10 ноября 1919, Курья, Алтайская губерния, Российское государство — 23 декабря 2013, Ижевск, Удмуртия, Россия) — советский и российский конструктор стрелкового оружия. Доктор технических наук (1971), генерал-лейтенант (1999), создатель всемирно известного автомата Калашникова (АК). Участник Великой Отечественной войны.
Герой Российской Федерации (2009), дважды Герой Социалистического Труда (1958, 1976), лауреат Сталинской премии l степени (1949), Ленинской премии (1964) и Государственной премии Российской Федерации (1997). Кавалер трёх орденов Ленина (1958, 1969, 1976) и ордена Святого апостола Андрея Первозванного (1998).
Заслуженный работник промышленности СССР (1989).
Член Союза писателей и Союза дизайнеров России. Депутат Верховного Совета СССР 3—4 (1950—1958) и 7—11 (1966—1989) созывов.

## Биография

### Детство
Родился 10 ноября 1919 года в селе Курья Алтайского края. Был семнадцатым ребёнком в многодетной крестьянской семье, в которой родилось девятнадцать, а выжило восемь детей.
В 1930 году семья его отца — Тимофея Александровича Калашникова, признанного кулаком, была сослана из Алтайского края в Томскую область, посёлок Нижняя Моховая (ныне Бакчарский район, около села Парбиг). С детских лет Калашников интересовался техникой, с интересом исследуя устройство и принципы работы разных механизмов. В школе он увлекался физикой, геометрией и литературой. По окончании седьмого класса с разрешения родителей вернулся на Алтай, в Курью, но устроиться на работу не смог. Проучившись там ещё год, решил вернуться к матери и отчиму, где получил паспорт гражданина СССР, подделав печать местной комендатуры в справке (сыну кулака справка не полагалась). По другим данным, в 1936 году, Калашников не подделал печать, а лишь слегка подправил дату рождения, чтобы получить паспорт.
Через несколько месяцев после повторного возвращения в Курью впервые ознакомился с устройством оружия, разобрав собственными руками пистолет браунинг. В 18 лет покинул родное село и переехал в Алма-Атинскую область Казахской ССР, где с 1936 по 1938 год работал техническим секретарём политотдела 3-го отделения Туркестано-Сибирской железной дороги на станции Матай. Общение с машинистами, токарями, слесарями депо укрепило интерес Михаила к технике и зародило желание сделать что-либо лично самому.

### Служба в армии
Осенью 1938 года был призван в Красную армию в Киевский Особый военный округ. После курса младших командиров получил специальность механика-водителя танка и служил в 12-й танковой дивизии в городе Стрый (Западная Украина). Уже там проявил свои изобретательские способности — разработал инерционный счётчик выстрелов из танковой пушки, приспособление к пистолету ТТ для повышения эффективности стрельбы через щели в башне танка, а также счётчик моторесурса танка. Прибор учёта моторесурсов танка был первым изобретением молодого танкиста Калашникова, рекомендованным к серийному производству ещё в 1940 году, однако из-за Великой Отечественной войны организовать его выпуск командование так и не успело. Последнее изобретение было достаточно значимым, о чём говорит тот факт, что Калашников был вызван для доклада о нём к командующему Киевским Особым военным округом генералу армии Георгию Жукову, от которого получил в награду именные часы. После беседы с командующим направляется в Киевское танковое техническое училище для изготовления опытных образцов, а после завершения испытаний в Москву для сравнительных испытаний и далее на Ленинградский завод имени Ворошилова, для доработки и запуска в серию.

### Великая Отечественная война
Великую Отечественную войну встретил в августе 1941 года командиром танка в звании старшего сержанта, и в октябре под Брянском был тяжело ранен в плечо и контужен. В госпитале по-настоящему загорелся идеей создания своего образца автоматического оружия. Начал делать наброски и чертежи, сопоставляя и анализируя собственные впечатления о боях, мнения товарищей по оружию, содержание книг госпитальной библиотеки. Кроме того, ему также пригодились советы одного лейтенанта-десантника, работавшего до Великой Отечественной войны в некоем НИИ и хорошо знакомого с системами стрелкового оружия, а также историей их создания.

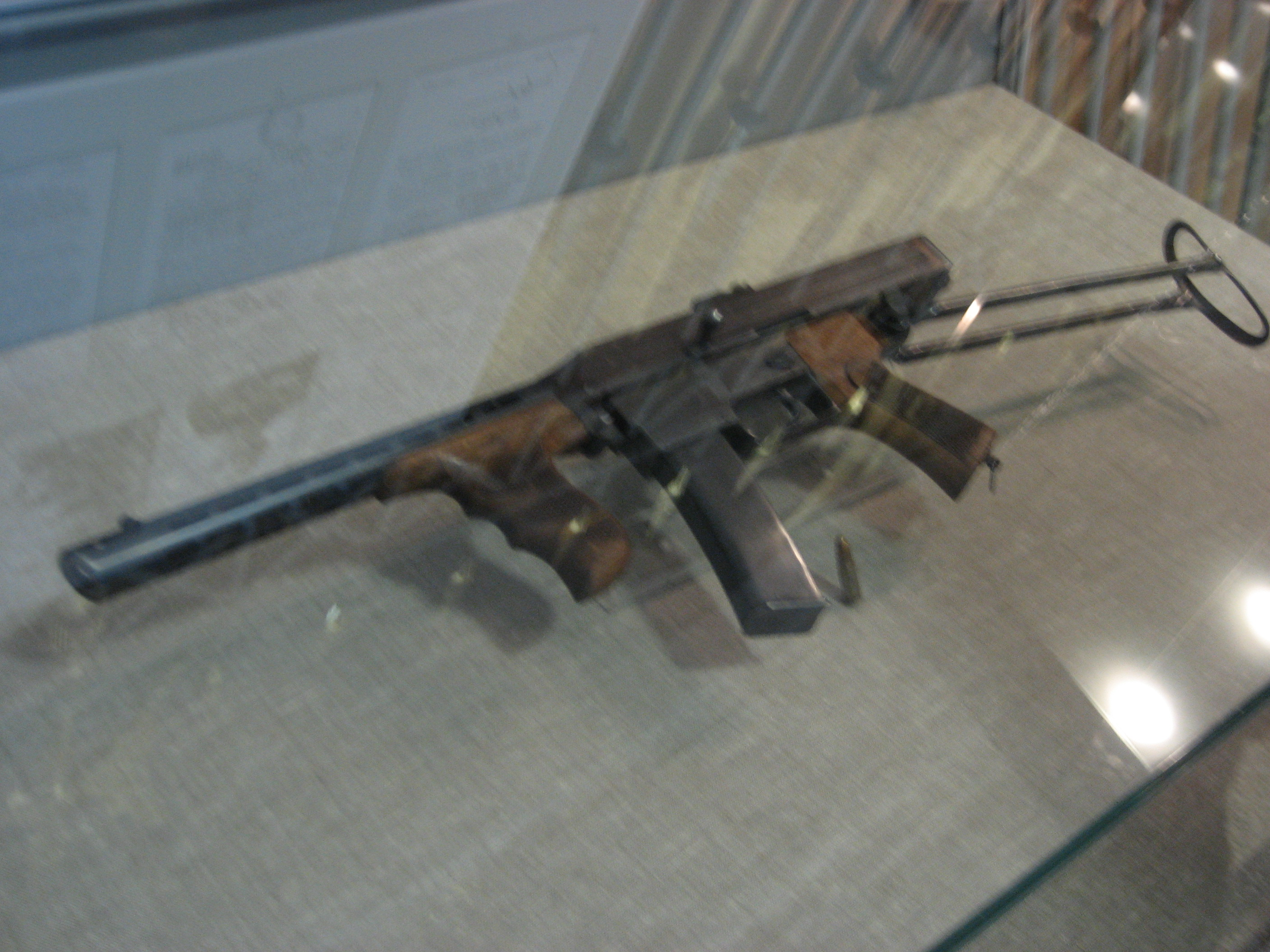
Второй образец пистолета-пулемёта Калашникова. 1942 год

По направлению докторов был отправлен на реабилитацию в шестимесячный отпуск. Вернувшись в Матай, с помощью специалистов депо через три месяца создал опытный образец своей первой модели пистолета-пулемёта. Из Матая командирован в Алма-Ату, где изготовил более совершенный образец в учебных мастерских Московского авиационного института, эвакуированного в столицу Казахстана. Позднее образец был представлен находившемуся в то время в Самарканде начальнику Военно-инженерной академии им. Ф. Э. Дзержинского Анатолию Благонравову — учёному в области стрелкового оружия.
Хотя отзыв Благонравова был в целом отрицательным, он отметил оригинальность разработки и рекомендовал направить старшего сержанта Калашникова для дальнейшего обучения. Позже пистолет-пулемёт Калашникова был представлен в Главное Артиллерийское управление (ГАУ) РККА. Отметив некоторые недостатки и в целом удачную конструкцию, специалисты ГАУ не рекомендовали принимать ПП Калашникова на вооружение по технологическим причинам. Заключение гласило:
Пистолет-пулемёт Калашникова в изготовлении сложнее и дороже, чем ППШ-41 и ППС, и требует применения дефицитных и медленных фрезерных работ. Поэтому, несмотря на многие подкупающие стороны (малый вес, малая длина, наличие одиночного огня, удачное совмещение переводчика и предохранителя, компактный шомпол и пр.), в настоящем виде своём промышленного интереса не представляет.
С 1942 года Калашников работал на Центральном научно-исследовательском полигоне стрелкового и миномётного вооружения ГАУ РККА. Здесь в 1944 году он создал опытный образец самозарядного карабина, который, хотя и не вышел в серийное производство, частично послужил основой для создания автомата. Первыми принятым на вооружение плодами его конструкторской мысли были некоторые предложенные в 1944—1945 годах усовершенствования пулемёта СГ-43, которые были скомбинированы в модернизированном СГМ с предложениями инженера Зайцева.

### После войны
С 1945 года начал разработку автоматического оружия под промежуточный патрон 7,62×39 образца 1943 года. Автомат Калашникова победил в конкурсе 1947 года и был принят на вооружение. Во время разработки познакомился со своей будущей женой — чертёжницей конструкторского бюро им. В. А. Дегтярёва Екатериной Моисеевой.
В марте 1948 года по предписанию Главного маршала артиллерии Н. Н. Воронова, Михаил Калашников был направлен на Ижевский мотозавод для авторского участия в разработке технической документации и организации изготовления первой опытной партии своего автомата «АК-47». В кратчайшие сроки задание было выполнено: 1500 автоматов, изготовленных на Мотозаводе, успешно прошли войсковые испытания и были приняты на вооружение Советской Армии. В 1949 году создатель автомата был удостоен Сталинской премии первой степени .
Позднее, в 2009 году, Калашников в интервью журналисту газеты «Metro Москва» так объяснял секрет успеха своего автомата:
Солдат сделал оружие для солдата. Я сам был рядовым и хорошо знаю трудности, с которыми сталкиваются в солдатской жизни… Когда дорабатывалась его конструкция, я бывал в военных частях, консультировался со специалистами. И солдаты говорили мне, что их устраивает, а что нужно доработать. Получилось простое, надёжное и эффективное оружие. АК работает в любых условиях, безотказно стреляет после того, как побывает в земле, болоте, упадёт с высоты на твёрдую поверхность. Он очень простой, этот автомат. Но хочу сказать, что сделать простое иногда во много раз сложнее, чем сложное.
Впоследствии на Ижевском машиностроительном заводе на базе конструкции АК под личным руководством Калашникова были разработаны десятки опытных образцов автоматического стрелкового оружия.
Из-за частого посещения тира и полигонных стрельб получил нарушение слуха, восстановить который не удалось впоследствии даже с помощью средств современной медицины.
В 1971 году по совокупности исследовательско-конструкторских работ и изобретений Калашникову присвоена учёная степень доктора технических наук. Был академиком 16 различных российских и зарубежных академий. Получил 35 авторских свидетельств на изобретения. Вопреки расхожему мнению, сержантом на действительной службе не остался: в 1956 году ему было присвоено звание «техник-лейтенант», а спустя 10 лет — майор технической службы. В 1967 году Михаилу Калашникову было присвоено в запасе звание подполковника, а спустя два года — полковника; в 1994 году — звание генерал-майора, в 1999 году, в 80-летнем возрасте, — звание генерал-лейтенанта.
В 1990 году во время визита в США по приглашению Эдварда Иззела — историка оружия Смитсоновского Института встретился с Юджином Стоунером — создателем главного конкурента АК — автомата M16. В США Калашникова встретили как кинозвезду, даже несмотря на то, что в мире его в лицо практически никто не знал.
В интервью еженедельнику «Новый взгляд» (2011) Никас Сафронов отметил:
Во всём мире знают Россию по четырём символам: водка, матрёшка, икра и Калашников. …Он живёт очень скромно, на третьем этаже без лифта, с женщиной, которая за ним ухаживает. Но сама страна тоже недополучила, потому что за бесценок продавала лицензии на изготовление автомата Калашникова.

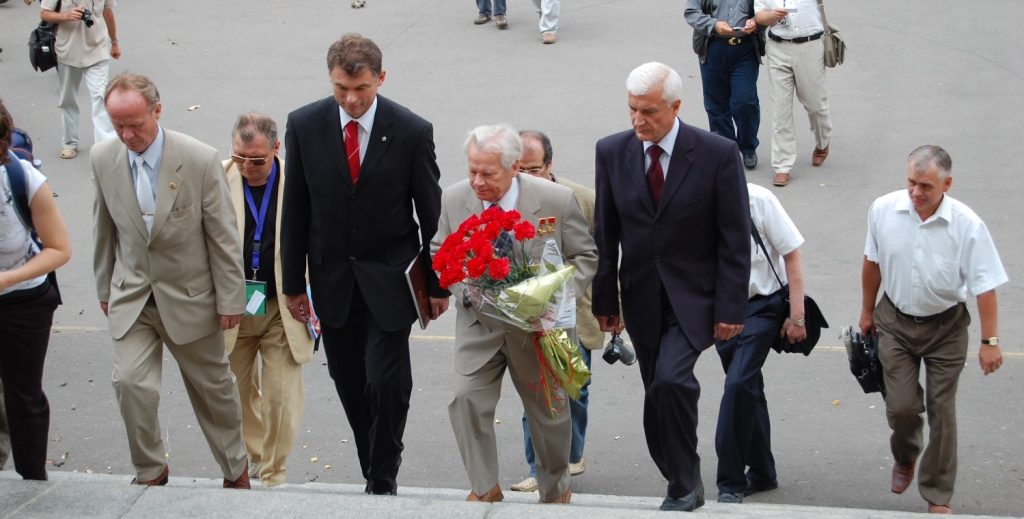
Калашников в Центральном музее ВС РФ. Москва, 2007 год

На вопрос, не сожалеет ли он о том, что не нажил особых богатств, Калашников отвечал: «Нельзя всё мерить деньгами. Для меня самое дорогое, когда люди говорят: „Ваше оружие спасло мне жизнь!“ — Зачем мне миллионы? Я и так живу хорошо.».

Уделял большое внимание культуре памяти: в 2000 году он был гостем редакции журнала «Реквием». Его пожелание журналистам и читателям: 
«Любите и почитайте Историю своей Родины, дорогой нашей России. Не забывайте её героев — и лидеров, и обыкновенных солдат. Память — это дар, который отличает Человека от животного…»

### Болезнь и смерть
В 2012 году здоровье Калашникова стало ухудшаться в связи с преклонным возрастом. По словам референта Калашникова Николая Шкляева, конструктор почувствовал себя хуже в марте 2012 года, после чего перестал работать. В декабре был госпитализирован в Республиканский клинико-диагностический центр Удмуртии на плановое обследование.
К началу лета 2013 года состояние Калашникова вновь ухудшилось. Самолёт МЧС Ил-76, оборудованный специальным медицинским модулем и аппаратурой, прилетел в Ижевск для его транспортировки в Москву. В связи с появившейся необходимостью медицинского обследования врачи приняли решение направить Калашникова в одну из московских клиник. В Москве ему был поставлен диагноз тромбоэмболия лёгочной артерии. После пройденного курса лечения и реабилитации в сентябре 2013 года он вернулся в Ижевск.

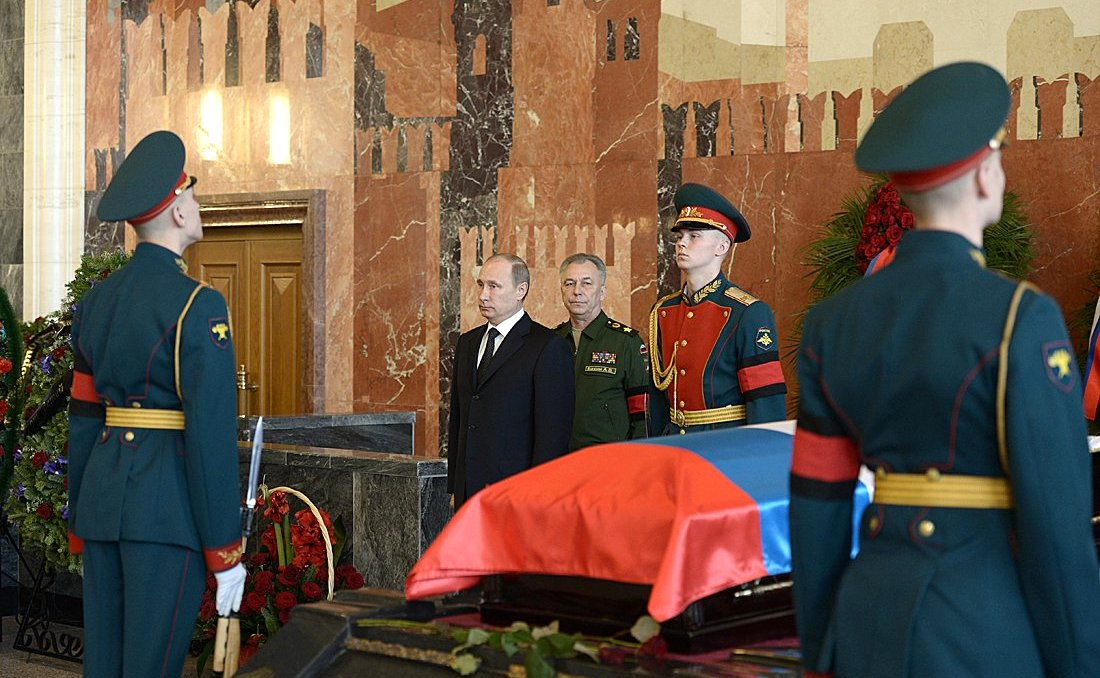
Президент России Владимир Путин на церемонии прощания с Калашниковым. 27 декабря 2013 года

В середине ноября состояние его здоровья вновь ухудшилось, и 17 ноября Калашников был госпитализирован в реанимацию Республиканского клинико-диагностического центра Удмуртии. Близкие конструктора связывают это с чрезмерными хлопотами по поводу празднования его 94-летия, которое Калашников отметил 10 ноября 2013 года. 3 декабря Глава Удмуртии Александр Волков сообщил, что Калашников перенёс операцию. Однако спустя месяц после госпитализации состояние его здоровья оставалось тяжёлым.
Калашников умер 23 декабря 2013 года на 94-м году жизни в Ижевске. Незадолго до смерти он был переведён в реанимацию с диагнозом «желудочное кровотечение».

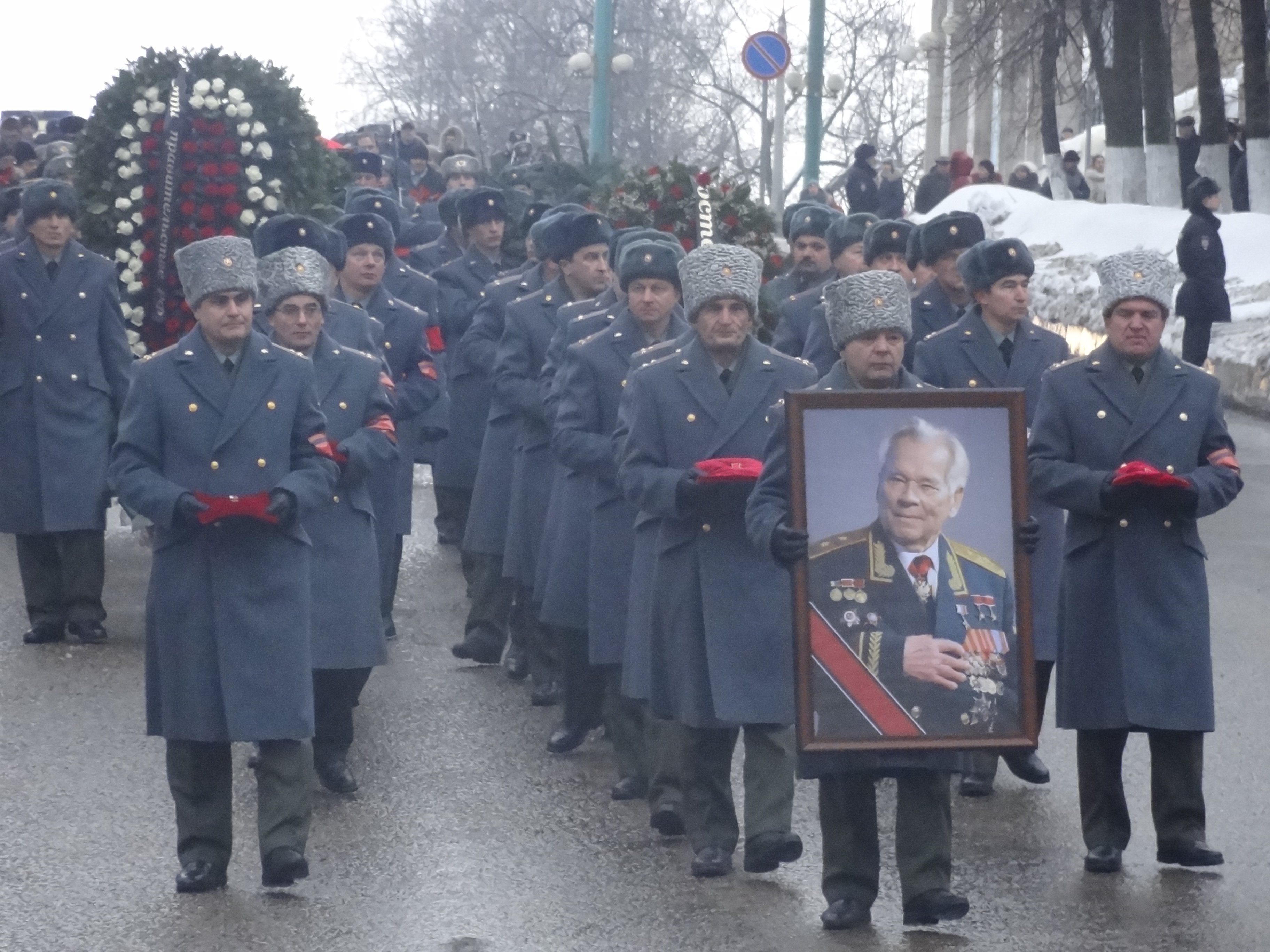
Ижевск прощается с Калашниковым. 26 декабря 2013 года

Соболезнования родным и близким Михаила Калашникова выразили Президент России Владимир Путин и министр обороны Сергей Шойгу.
После смерти духовником Калашникова было опубликовано письмо Патриарху Московскому и Всея Руси Кириллу. Дочь конструктора Елена Калашникова полагает, что такой большой и ответственный текст её отец мог написать с помощью настоятеля Михайловского собора отца Виктора, который упоминается в письме.
Церемония прощания состоялась 25 и 26 декабря, панихида — 26 декабря в Свято-Михайловском соборе Ижевска. Указом главы Удмуртии 26 и 27 декабря 2013 года в республике был объявлен траур в связи с кончиной знаменитого оружейника.
Калашников похоронен 27 декабря 2013 года в Пантеоне Героев Федерального военного мемориального кладбища. Проститься с Михаилом Калашниковым приехали президент России Владимир Путин, министр обороны Сергей Шойгу, руководитель администрации президента Сергей Иванов, министр промышленности и торговли Денис Мантуров, губернатор Московской области Андрей Воробьёв, генеральный директор государственной компании «Ростех» Сергей Чемезов.

## Семья
Семья Калашникова:

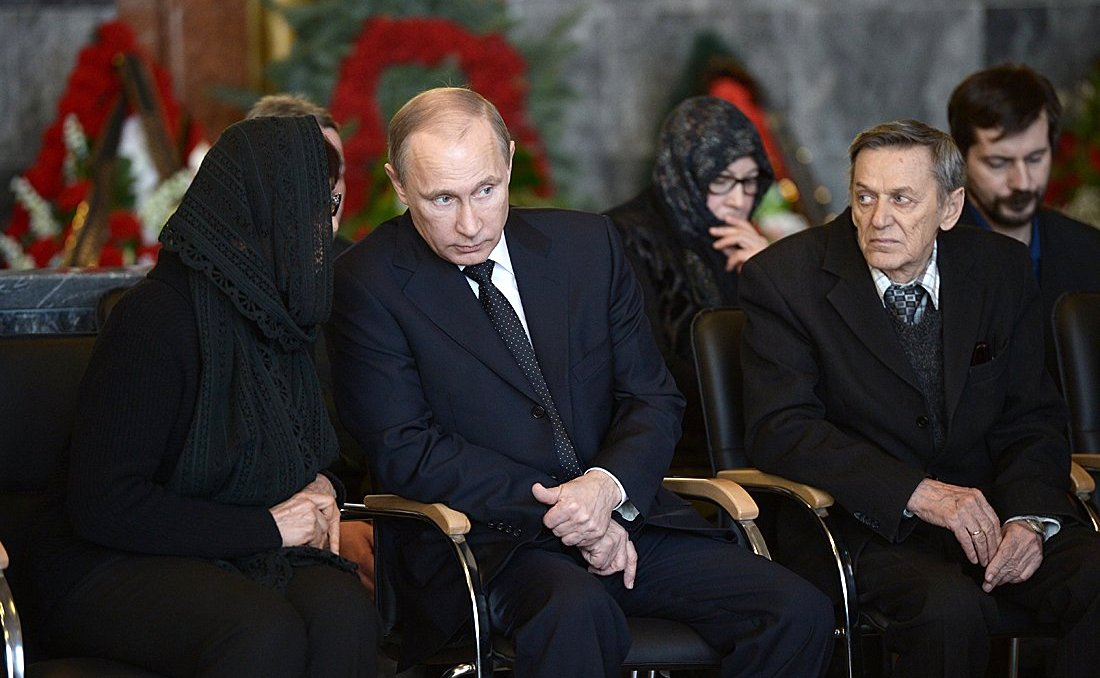
Владимир Путин с дочерью и сыном Михаила Калашникова, 27 декабря 2013 года

- Отец — Тимофей Александрович Калашников (Калашник) (1883—1930) — крестьянин, родился в селе Славгород Ахтырского уезда Харьковской губернии (ныне Сумская область). Уехал с родителями на Кубань (Отрадное), где женился. Через 10 лет, в 1912 году, уехал с семьёй на Алтай по Столыпинской аграрной реформе.
- Дедушка — Александр Влaдимирович Калашников (Калашник) (1832—1904) — выходец из Российской империи, из казацкого села Славгород Aхтырского уезда Харьковской губернии, единственный сын сельского учителя. До наших дней в этом селе сохранилась Троицкая церковь, в которой 2 февраля 1883 года был крещён и его единственный сын — Тимофей Александрович Калашник — будущий отец оружейника (родился 1 февраля 1883 года).
- Мать — Александра Фроловна Калашникова (1884—1957) — родилась в Орловской губернии в многодетной семье зажиточных крестьян.
- Первая жена — Екатерина Даниловна Астахова — уроженка Алтайского края, работала в железнодорожном депо станции Матай.
  - сын — Виктор (1942—2018) — в 1956 году после смерти матери отец забирает его из Казахстана к себе в Ижевск.
    - Внуки: Михаил и Александр.
- Вторая жена — Екатерина Викторовна Калашникова (Моисеева) (1921—1977)[47] — техник-конструктор по специальности.
  - Падчерица: Нелли (1942) — дочь Екатерины Викторовны от первого брака.
    - Внучки: Александра и Евгения.

  - Дочь: Елена (1948) — президент Межрегионального общественного фонда имени М. Т. Калашникова (с 2002 года).
    - Внук: Игорь Красновский. 16 января 2025 года арестован и отправлен в СИЗО по подозрению в убийстве

  - Дочь: Наталья (1953—1983).

## Вклад в разработку оружия

### Автоматы
Опытные автоматы, разработанные группой конструкторов под руководством Калашникова для участия в конкурсе 1946 года на новый автомат под новый промежуточный патрон 7,62 × 39 мм. На первом этапе испытаний автоматы опередили оружие ряда именитых конкурентов Калашникова, но после второго этапа конструкцию пришлось радикально переработать и новый автомат получил обозначение АК-47.
В 1949 году был принят на вооружение автомат Калашникова (7,62 мм).
В 1952 году Калашников сконструировал опытный автоматический карабин под патрон 7,62 × 39 мм, ставший попыткой совместить достоинства автомата и самозарядного карабина. Образец не выдержал полигонных испытаний.
В 1959 году приняты на вооружение автомат Калашникова модернизированный (АКМ), АКМС со складным прикладом и их модификации: АКМН, АКМСН (7,62 мм) с креплением «ласточкин хвост» для установки прицелов ночного видения и в последующем различных оптических прицелов и на других автоматах и пулемётах Калашникова (ПСО-1, УСП-1 «Тюльпан», 1ПН93 «Малыш»).
В 1970-е годы началось производство нового комплекса оружия калибра 5,45 мм конструкции Калашникова: АК-74, АК-74Н с прицелом ночного видения, АК-74 с гранатомётом (ГП-25 «Костёр»), АКС-74 со складывающимся прикладом (приняты на вооружение в 1974 году).
В 1979 году на вооружение принят укороченный автомат АКС-74У и его модификации с ночным прицелом АКС-74УН, АКС-74УБ с прибором бесшумной стрельбы (ПБС-4) и бесшумным подствольным гранатомётом (БС-1). В 1991 году принят на вооружение и в серийное производство АК-74М калибра 5,45 мм и его модификации с креплениями для оптическим и ночных прицелов (АК-74МП, АК-74МН).
Сконструировал магазины большой ёмкости для автоматов и ручных пулемётов Калашникова на 60, 90 и 100 патронов.
В 1990-е годы велось освоение новой серии автомата Калашникова под наиболее распространённые в мире патроны (7,62 × 39 мм, 5,56 × 45 мм НАТО, а также Российский 5,45 × 39 мм), разработанной на базе АК-74М: АК-101 (5,56 мм), АК-102 (5,56 мм), АК-103 (7,62 мм), АК-104 (7,62 мм), АК-105 (5,45 мм).
В конце 1990-х годов принимал участие в создании автоматов АК-107 (5,45 мм) и АК-108 (5,56 мм) и АК-109 (7,62 мм) с системой сбалансированной автоматики.
Кроме перечисленных образцов, в период с 1946 по 1978 годы Калашников сконструировал ряд опытных автоматов, некоторые решения из которых были использованы в серийных образцах.

### Охотничье оружие
В 1970-е годы была изготовлена первая промышленная партия самозарядных охотничьих карабинов на базе АК, однако лишь с началом конверсии в 1980-е годы вновь вернулись к разработке нарезного и гладкоствольного охотничьего оружия на базе АК.
В 1992 году налажен выпуск самозарядного охотничьего карабина «Сайга» с креплением для оптического прицела (7,62 мм), затем были разработаны карабины «Сайга 5,6», «Сайга 5,6С» под охотничий патрон 5,6 × 39 мм, а также «Сайга-410», «Сайга-20», «Сайга-12» и другие.
Также создал многоцелевой охотничий нож.

### Пистолеты
Во время службы в танковых частях Киевского Особого военного округа, Калашников сконструировал приспособление для пистолета ТТ для стрельбы из щелей танка и удлинённый магазин к нему же.
В 1950—1951 годах попробовал силы в создании автоматического пистолета под патрон 9 ×18 мм ПМ. Автоматический пистолет Калашникова не составил серьёзной конкуренции пистолету Стечкина и даже не дошёл до полигонных испытаний, поскольку Калашников в период создания, испытаний и принятия на вооружение АПС был полностью занят основной тематикой — автоматом и пулемётом. Пистолет появился, причём в двух вариантах, отличающихся друг от друга. Один из пистолетов хранится в фондах Военно-исторического музея артиллерии инженерных войск и войск связи в Санкт-Петербурге.

### Пистолеты-пулемёты
Свой первый пистолет-пулемёт под патрон 7,62 × 25 мм ТТ Калашников сконструировал в 1942 году, в депо железнодорожной станции Матай (не сохранился до настоящего времени). Из Матая был командирован в Алма-Ату, где в том же году изготовил новый образец на основе отдачи полусвободного затвора с торможением отката с помощью двух винтовых пар.
В 1948 году сконструировал опытные пистолеты-пулемёты под патрон 7,62 × 25 мм ТТ и 9 × 18 мм ПМ на основе отдачи свободного завтора.
Пистолеты-пулемёты конструкции Калашникова не были приняты на вооружение.

### Пулемёты
В 1943 году сконструировал опытный ручной пулемёт под патрон 7,62 × 54 мм. Пулемёт не был принят на вооружение.
В 1944—1945 годах вёл работы по усовершенствованию пулемёта СГ-43, которые были скомбинированы в модернизированном пулемёте СГМ с предложениями инженера Зайцева. Также в 1944 году создал приспособление для стрельбы холостыми патронами к пулемёту СГ-43.
С середины 1950-х годов велась разработка нового ручного пулемёта: в 1959 году принят на вооружение ручной пулемёт Калашникова (РПК), в 1963 году — РПКС со складным прикладом.
На вооружении также состоят пулемёты Калашникова — ПК (1961), ПКС (1961), ПКМ (1969) ПКМС — в станковом варианте, принят на вооружение в 1969 году, в 1962 году на вооружение приняты пулемёт Калашникова танковый (ПКТ) 7,62 мм — танковый пулемёт и его модернизированная модификация ПКТМ, а также бронетранспортёрный пулемёт ПКБ (7,62 мм) и ПКМБ.
В 1970-е годы налажено производство нового комплекса оружия: РПК-74 (создан на базе АК-74), РПКС-74 со складывающимся прикладом, РПК-74М и модификации с креплением для установки ночного прицела РПК-74Н. Освоение 5,45 мм оружия оказалось трудоёмким и сложным в технологическом плане делом, тем не менее, массовое производство было налажено.
В 1970-е годы с целью повышения интенсивности автоматического огня Калашников сконструировал ручной пулемёт под патрон 5,45 × 39 мм с ленточным питанием. Не был принят на вооружение.

### Самозарядные карабины
С 1944 и 1948 годы Калашников сконструировал серию опытных самозарядных карабинов под новый промежуточный патрон 7,62 × 41 мм, работавших по схеме отвода пороховых газов с коротким ходом поршня. Карабины не были приняты на вооружение.

### Снайперская винтовка
В 1959 году Калашников создал опытную снайперскую винтовку под патрон 7,62 × 54 мм. Винтовка участвовала в конкурсе на новую полуавтоматическую снайперскую винтовку, но не была принята на вооружение по причине проигрывающей винтовке Драгунова кучности стрельбы.

## Другие изобретения
- Инерционный счётчик для учёта фактического количества выстрелов из танковой пушки.
- Счётчик моторесурса двигателей.
- Танковый выключатель на массу[12].

## Признание и награды

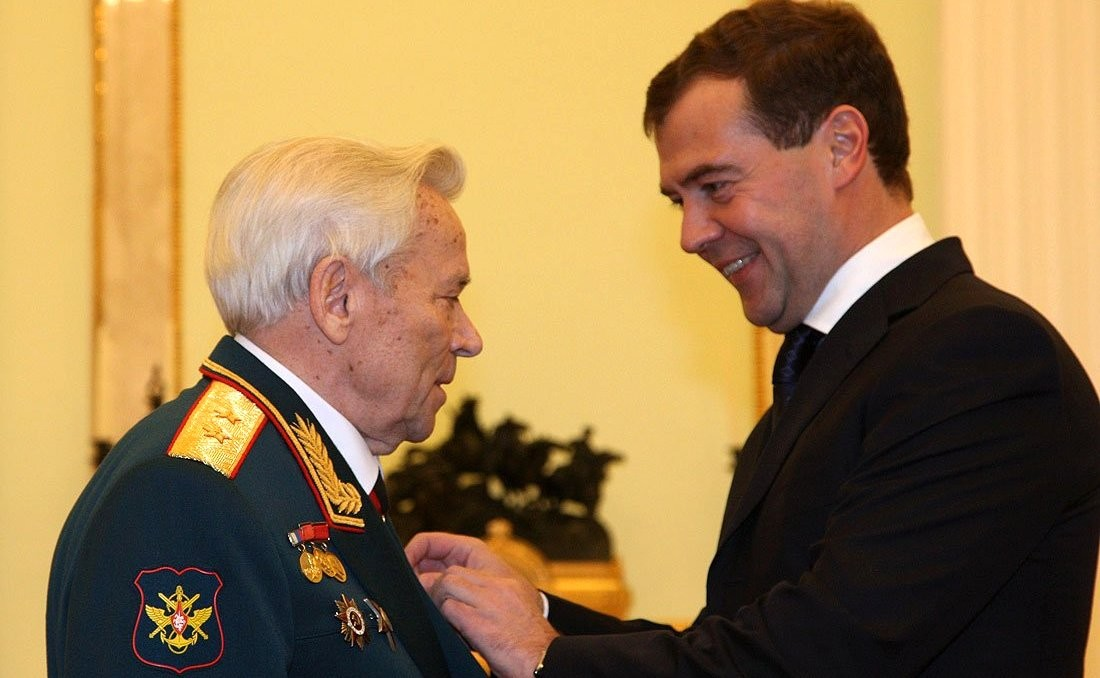
Дмитрий Медведев поздравляет Калашникова с 90-летием и вручает Золотую Звезду Героя России

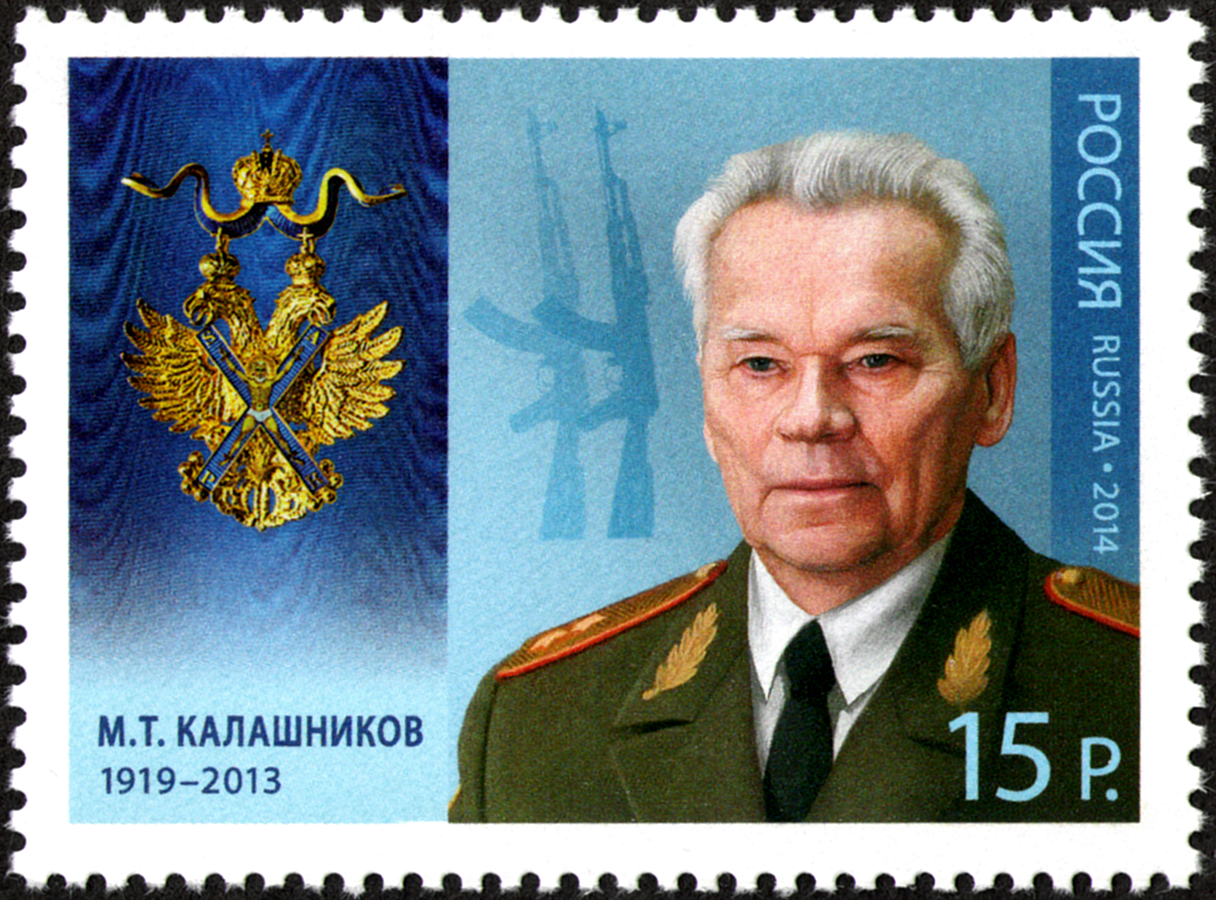
Калашников — кавалер ордена Св. Андрея Первозванного. Почтовая марка России, 2014,

Награды Калашникова в Музее стрелкового оружия в Ижевске

### Звания
- Дважды Герой Социалистического Труда (1958, 1976)
- Герой Российской Федерации (2009)

### Ордена и медали
Ниже представлен список орденов и медалей Калашникова в порядке старшинства. Архивировано из оригинала 9 мая 2017 года. госнаград СССР и РФ, за ним следует список иностранных наград (в алфавитном порядке наименования стран), далее — конфессиональные, региональные и награды общественных организаций.
- медаль «Золотая Звезда» Героя Российской Федерации — за выдающиеся заслуги в деле укрепления обороноспособности страны (РФ, 10 ноября 2009, медаль № 955)[57][58]
- медаль «Серп и Молот» Героя Социалистического Труда (СССР, 20 июня 1958, медаль № 8596)[57]
- медаль «Серп и Молот» Героя Социалистического Труда (СССР, 15 января 1976, медаль № 117)[57][59]
- орден Святого апостола Андрея Первозванного — за выдающийся вклад в дело защиты Отечества (Россия, 7 октября 1998)[60]
- орден Ленина (СССР, 20 июня 1958, № 315913)[57][61]
- орден Ленина (СССР, 1969)[61]
- орден Ленина (СССР, 15 января 1976, № 423695)[57][61]
- орден «За заслуги перед Отечеством» II степени — за выдающиеся заслуги в области создания автоматического стрелкового оружия и значительный вклад в дело защиты Отечества (Россия, 5 ноября 1994)[62]
- орден Октябрьской Революции (СССР, 1974)[61]
- орден «За военные заслуги» — за большой личный вклад в разработку новых видов оружия и укрепление обороноспособности страны (Россия, 2 ноября 2004)[63]
- орден Отечественной войны I степени (СССР, 6 апреля 1985]
- орден Трудового Красного Знамени (СССР, 1957)[61]
- орден Дружбы народов (СССР, 30 августа 1982)[64]
- орден Красной Звезды (СССР, 13 февраля 1946)[61]
- медаль «В ознаменование 100-летия со дня рождения Владимира Ильича Ленина» (СССР, 1970)[61]
- медаль «За отличие в охране государственной границы СССР» (СССР, 13 июля 1950)[65]
- медаль «За победу над Германией в Великой Отечественной войне 1941—1945 гг.» (СССР, 1946)[61]
- медаль «За доблестный труд в Великой Отечественной войне 1941—1945 гг.» (СССР, 1945)
- медаль «Ветеран труда» (СССР, 31 января 1980)[66]
- медаль «Двадцать лет победы в Великой Отечественной войне 1941—1945 гг.» (СССР, 1965)[61]
- юбилейная медаль «Тридцать лет Победы в Великой Отечественной войне 1941—1945 гг.» (СССР, 25 апреля 1975)[67]
- юбилейная медаль «Сорок лет Победы в Великой Отечественной войне 1941—1945 гг.» (СССР, 2 апреля 1985)[68]
- юбилейная медаль «50 лет Победы в Великой Отечественной войне 1941—1945 гг.» (РФ, 9 мая 1994)[69]
- медаль Жукова (РФ, 7 июля 1993)[70]
- юбилейная медаль «60 лет Победы в Великой Отечественной войне 1941—1945 гг.» (Россия, 2005)
- юбилейная медаль «65 лет Победы в Великой Отечественной войне 1941—1945 гг.» (Россия, 2010)
- медаль «В память 800-летия Москвы» (СССР, 20 сентября 1947)[71]
- юбилейная медаль «30 лет Советской Армии и Флота» (СССР, 22 февраля 1948)[72]
- юбилейная медаль «40 лет Вооружённых Сил СССР» (СССР, 18 декабря 1957)[73]
- юбилейная медаль «50 лет Вооружённых Сил СССР» (СССР, 26 декабря 1967)[74]
- юбилейная медаль «60 лет Вооружённых Сил СССР» (СССР, 28 января 1978)[75]
- юбилейная медаль «70 лет Вооружённых Сил СССР» (СССР, 24 января 1988)[76]
- Заслуженный работник промышленности СССР (СССР, 9 ноября 1989)

### Иностранные награды
- орден Почёта (Беларусь, 24 ноября 1999) — за выдающиеся заслуги в разработке уникальных образцов стрелкового оружия, большой личный вклад в укрепление оборонного потенциала Союза Беларуси и России и в связи с 80-летием[77]
- орден «Звезда Карабобо» (Венесуэла, 2006)
- орден «Достык» I степени (Казахстан, 2003)
- орден Дружбы (Южная Осетия)[78]

### Награды конфессиональные, региональные и общественные
- орден Святого благоверного великого князя Димитрия Донского II степени (Русская православная церковь, 2007)[79]
- Почётный гражданин Алтайского края (28 ноября 1997) — за особые заслуги в области государственной, научно-исследовательской и общественной деятельности
- орден «За заслуги перед Алтайским краем» I степени (Алтайский край, 2009)[80].
- орден Святителя Николая Чудотворца I степени (2009)[81].
- «Золотая медаль имени В. Г. Шухова» (РосСНИО, 1990-е)[82][83]
- медаль «Символ Науки» (общероссийское НП «Мир науки», 2007)
- медаль «За выдающийся вклад в развитие коллекционного дела в России» (Рос. ООО АРС «МАРС», 2009)[84]

### Премии
- 1949 год — Сталинская премия 1-й степени[61]
- 1964 год — Ленинская премия[61]
- 1997 год — Государственная премия Российской Федерации в области дизайна — за коллекцию спортивного и охотничьего оружия (6 июня 1998 года)[85]
- 2003 год — Премия Президента Российской Федерации в области образования — за разработку научно-образовательной инновационной технологии специализированной подготовки сотрудников милиции для борьбы с терроризмом и преступлениями против личности, реализованной в высших юридических образовательных учреждениях Министерства внутренних дел Российской Федерации (5 октября 2003 горда)[86]
- 2009 год — Лауреат Всероссийской литературной премии имени А. В. Суворова[87].

### Благодарности
- 1997 год — Благодарность Президента Российской Федерации — за большой личный вклад в укрепление обороноспособности государства (30 октября 1997 года)[88]
- 1999 год — Благодарность Президента Российской Федерации — за большой личный вклад в укрепление обороноспособности страны и в связи с 80-летием со дня рождения (3 ноября 1999 года)[89]
- 2002 год — Благодарность Президента Российской Федерации — за многолетнюю плодотворную деятельность по разработке и созданию стрелкового оружия (21 ноября 2002 года)[90]
- 2007 год — Благодарность Президента Российской Федерации — за заслуги в разработке и создании специальной техники (1 сентября 2007 года)[91]

### Грамоты
- 1997 год — Почётная грамота Правительства Российской Федерации — за заслуги перед государством в области разработки и создания стрелкового оружия, многолетний плодотворный труд и в связи с 50-летием создания автомата Калашникова АК-47 (15 октября 1997 года)[92]
- 1999 год — Почётная грамота Правительства Российской Федерации — за заслуги перед государством в области укрепления обороны страны, многолетний плодотворный труд и в связи с 80-летием со дня рождения (10 ноября 1999 года)[93]
- 2004 год — «Почётный инженер Казахстана» (Казахстан)[94]

### Иные награды
- Почётный гражданин Владикавказа[78]
- 1997 год — Михаилу Калашникову было присвоено звание «Почётный гражданин Алтайского края».
- 2008 год — наградное оружие от правительства Венесуэлы (пистолет Zamorana ES)[95]
- 2009 год — Михаил Калашников получил в дар от президента Уго Чавеса высшую награду республики — копию знаменитой шпаги Симона Боливара, которая является реликвией Венесуэлы и вручение копии приравнивается к самой высокой награде страны[96].
- 2013 год — в честь дня оружейника президент России Владимир Путин вручил Калашникову президентские часы.

## Память

Памятник в «Пантеоне защитников Отечества»

Бюст в Сквере Победы в Ижевске

Памятник около 1-го корпуса ИжГТУ

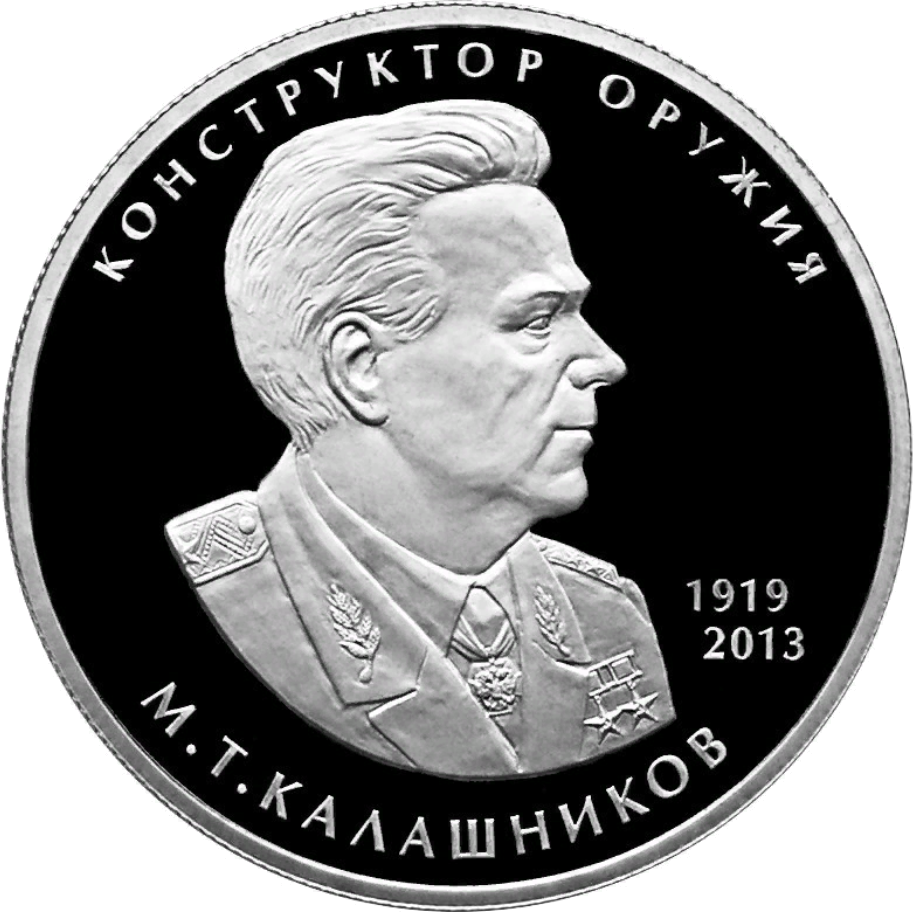
2 рубля (2019)

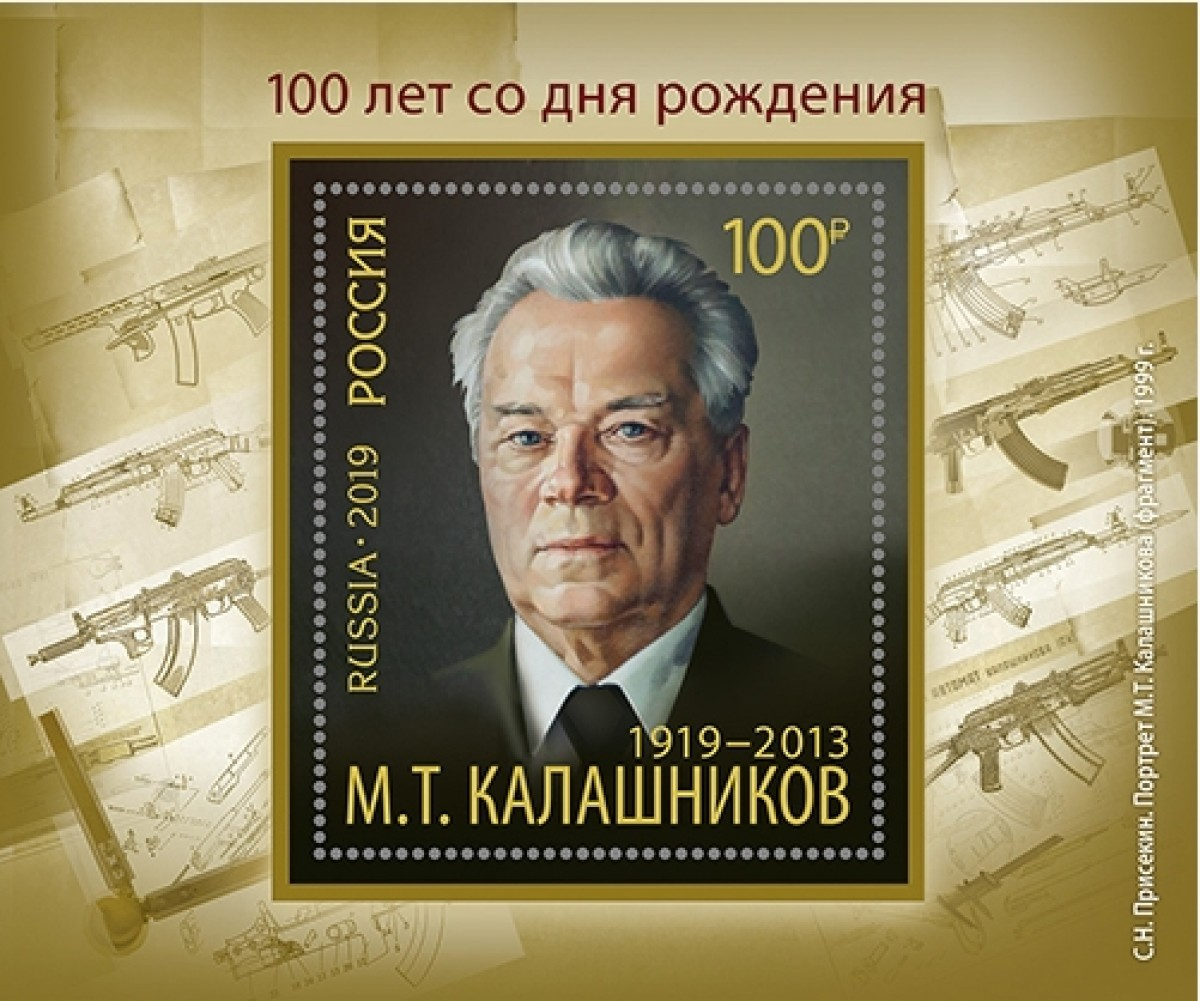
Почтовая марка в честь 100-летия Михаила Калашникова (2019)

### Памятники
- 1980 год — на родине Калашникова в селе Курья Алтайского края ему установлен прижизненный бронзовый бюст.
- 2004 год — прижизненный памятник Михаилу Калашникову был установлен в Ижевске в музейно-выставочном комплексе, посвящённом Михаилу Тимофеевичу Калашникову (скульптор Владимир Курочкин)[97].
- 2014 год — 7 ноября на российской военной базе в Армении был открыт памятник оружейнику Михаилу Калашникову.
- 2015 год — открыт памятник на Федеральном военном мемориальном кладбище (ныне — Федеральный военный мемориал «Пантеон защитников Отечества») в Мытищах.
- 2017 год — в Москве открылся памятник Калашникову (Проект памятника выполнил народный художник России Салават Щербаков).
- 2019 год — 22 ноября на территории Военно-исторического музея артиллерии, инженерных войск и войск связи Министерства обороны РФ в Санкт-Петербурге был открыт памятник Михаилу Калашникову (скульптор Владимир Курочкин). Событие приурочено к столетию со дня рождения конструктора, отмечавшемуся 10 ноября[98][99].
- 2019 год — 7 мая в Мемориальном парке Коломны был открыт памятник Калашникову.
- 2022 год — 23 февраля в парке Экскаваторостроителей Коврова открыт памятник Михаилу Калашникову.

### Мемориальные доски
- 2014 год — 19 сентября в День оружейника в городе Ковров Владимирской области на доме № 4 по улице Лепсе, где после Великой Отечественной войны с 1946 по 1947 годы жил Калашников, установлена мемориальная доска[100].
- 2014 год — 10 ноября на здании конструкторско-технологического центра концерна «Калашников» в Ижевске установили мемориальную доску в память о Михаиле Калашникове, а в здании заводоуправления предприятия — открыли бюст конструктора[101].
- 2018 год — Мемориальная доска с барельефом Михаила Калашникова была установлена на доме в Ижевске, где более 40 лет жил легендарный конструктор[102].

### Филателия
- 24 октября 2014 года в почтовое обращение вышла марка из серии «Кавалеры ордена Святого апостола Андрея Первозванного», посвящённая Калашникову.
- 18 сентября 2019 года в обращение вышел почтовый блок, посвящённый 100-летию Калашникова.

### Нумизматика
5 сентября 2019 года Банк России выпустил в обращение памятную серебряную монету номиналом 2 рубля «Конструктор оружия М. Т. Калашников, к 100-летию со дня рождения (10.11.1919)» серии «Выдающиеся личности России».

### Имени Калашникова
- Имя Калашникова носит крупнейший российский производитель боевого автоматического и снайперского оружия, управляемых артиллерийских снарядов и широкого спектра высокоточного оружия — Группа компаний «Калашников».
- 1994 год — именем конструктора назван проспект в Ижевске[104].
- 1997 год — учреждена награда Министерства экономики России — Знак «Конструктор стрелкового оружия М. Т. Калашников»
- 1999 год — Союзом научных и инженерных организаций и Правительством Удмуртии учреждена премия имени М. Т. Калашникова
- 1999 год — алмазной компанией «Алроса» добытому 29 декабря 1995 года ювелирному алмазу весом 50,74 карата присвоено наименование «Конструктор Михаил Калашников» (размер 14,5х15,0х15,5 мм, качество Stones Black)
- 2002 год — Кадетской школе Воткинска присуждено имя М. Т. Калашникова
- 2002 год — учреждена премия его имени в Школе оружейного мастерства Ижевска
- 2004 год — в Ижевске открыто Государственное учреждение культуры «Музей М. Т. Калашникова»
- 2004 год — к 85-летию конструктора воронежские мастера отлили 200-килограммовый колокол. Сегодня он установлен на звоннице Свято-Михайловского собора в Ижевске.
- 2008 год — учреждён ведомственный знак отличия Минпромторга России «Медаль имени конструктора стрелкового оружия М. Т. Калашникова».
- Имя Михаила Тимофеевича Калашникова присуждено аудитории при военной кафедре Горного института в Санкт-Петербурге.
- 2012 год — Ижевскому государственному техническому университету присуждено имя М. Т. Калашникова[105].
- 2013 год — на родине в селе Курья Алтайского края открыт мемориальный музей М. Т. Калашникова.
- 2014 год — учреждён ведомственный знак отличия Министерства обороны Российской Федерации — медаль «Михаил Калашников».
- 2016 год — в городе Самара открыта Школа № 7 имени Героя Российской Федерации М. Т. Калашникова.
- 2016 год — 17 ноября в городе Симферополе, школе № 26 присвоено имя Героя Российской Федерации Михаила Тимофеевича Калашникова

В некоторых странах Африки — Мозамбике, Эфиопии, Сомали — имя Калаш стало распространённым мужским именем. Считается, что обладатель этого имени будет удачлив и унаследует магическую силу автомата Калашникова. Автомат Калашникова изображён на гербах Мозамбика, Зимбабве, Восточного Тимора, Буркина-Фасо (до 1997 года) и на эмблеме группировки «Хезболла», а также на государственном флаге Мозамбика.

### Улицы
В честь Калашникова названы улицы в Нижнем Новгороде, Иванове, Угличе, Барнауле, Змеиногорске, Улан-Удэ, проспект в Ижевске, переулок в Воронеже.

Память Калашникову
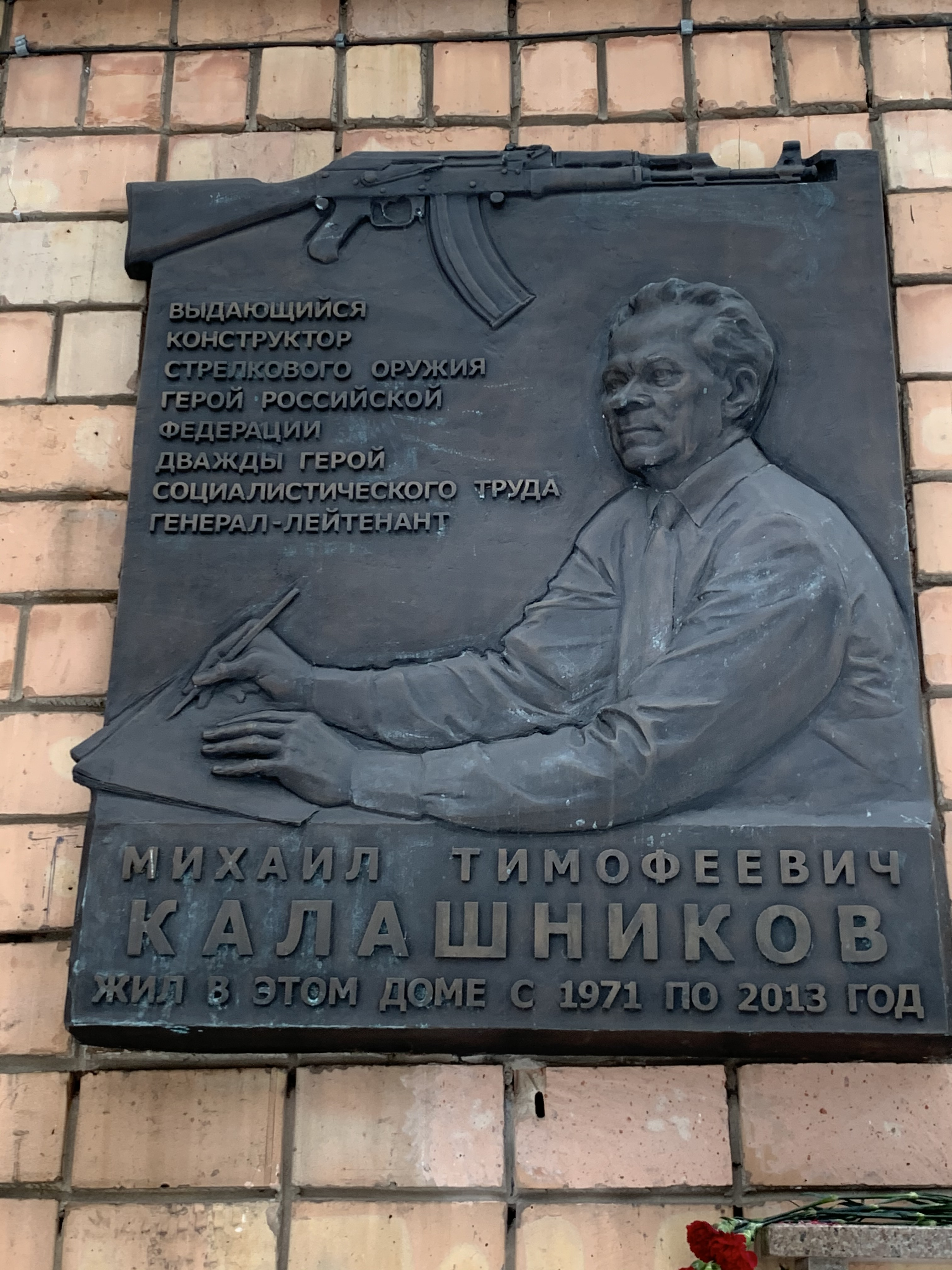
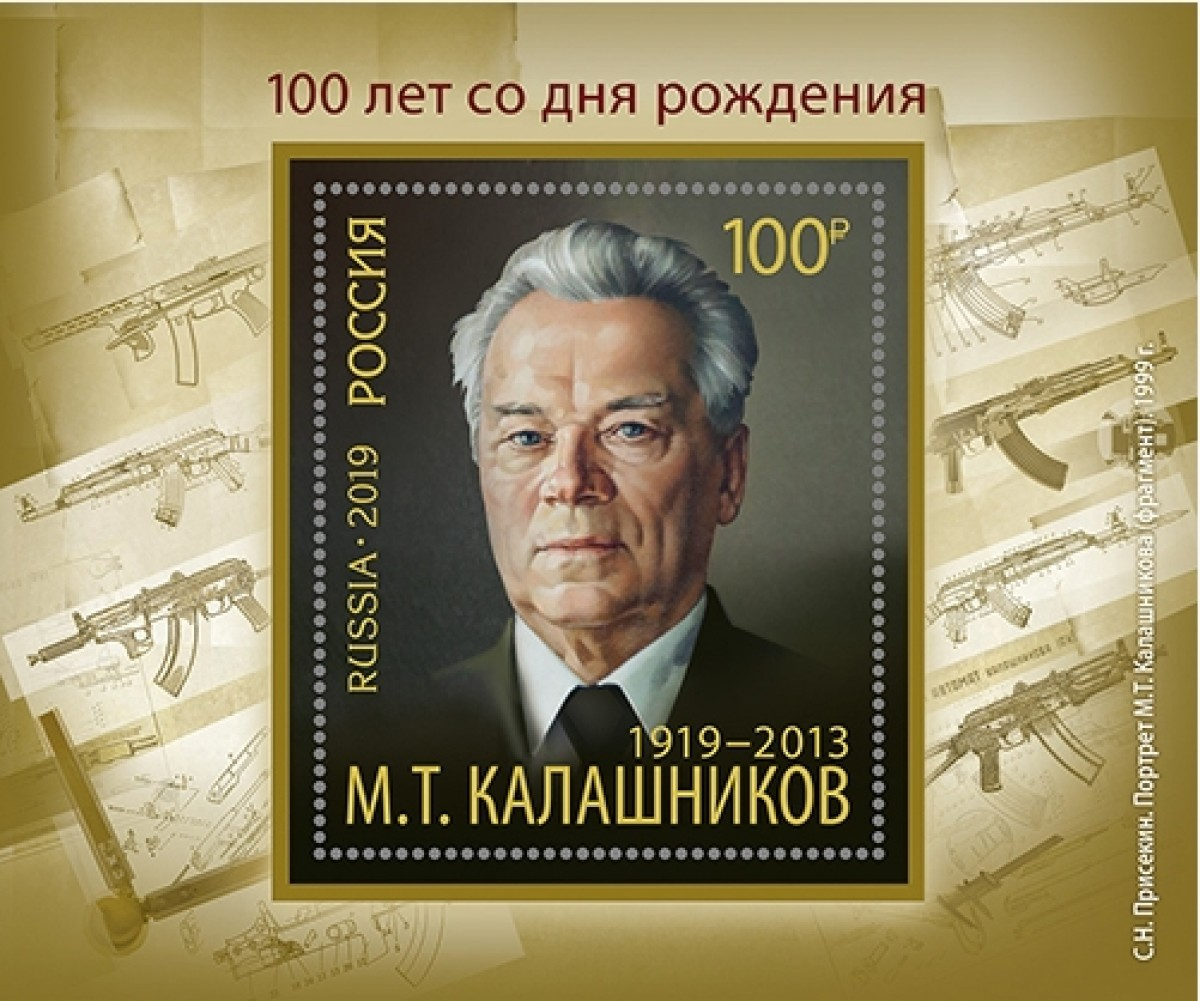
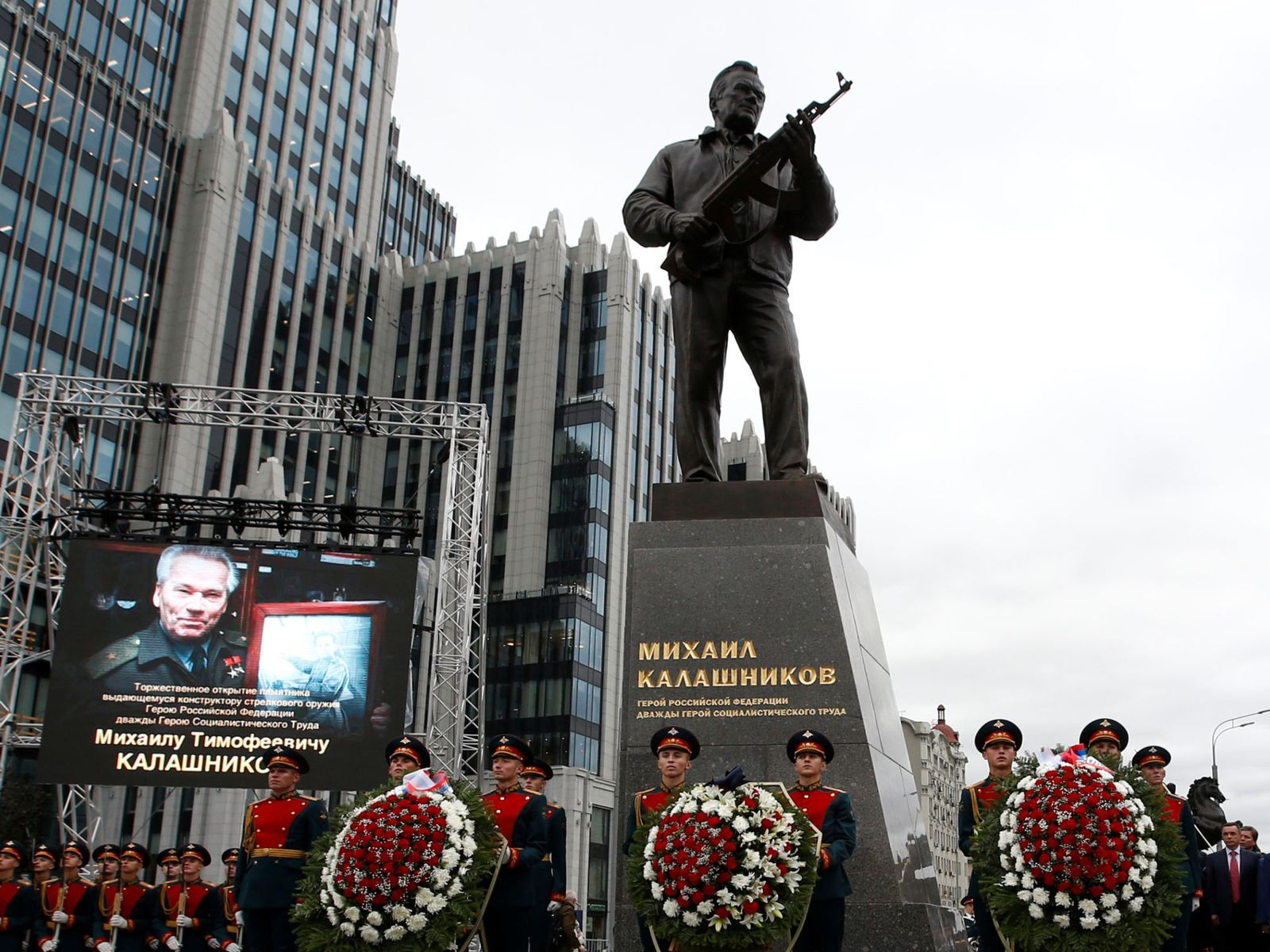
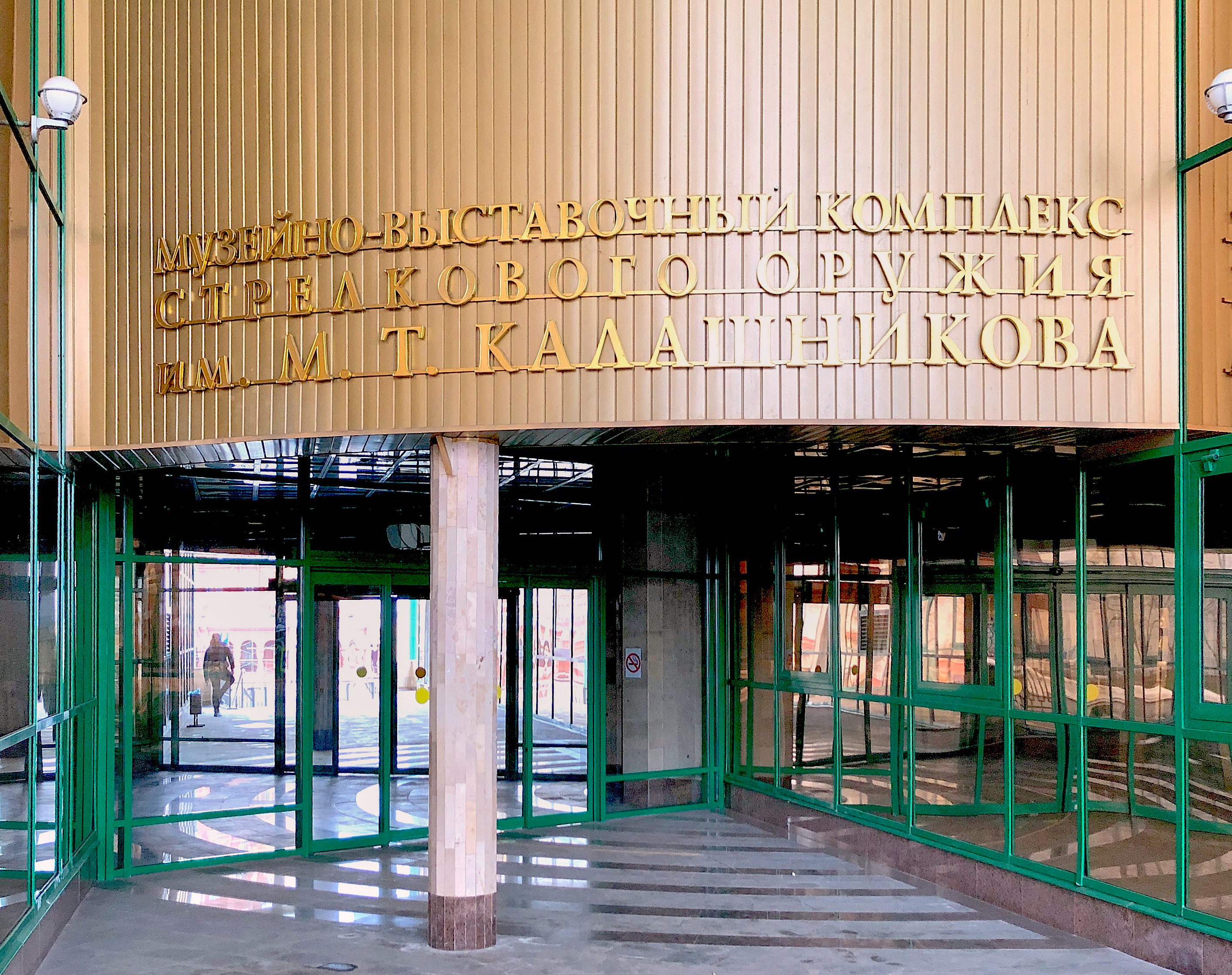
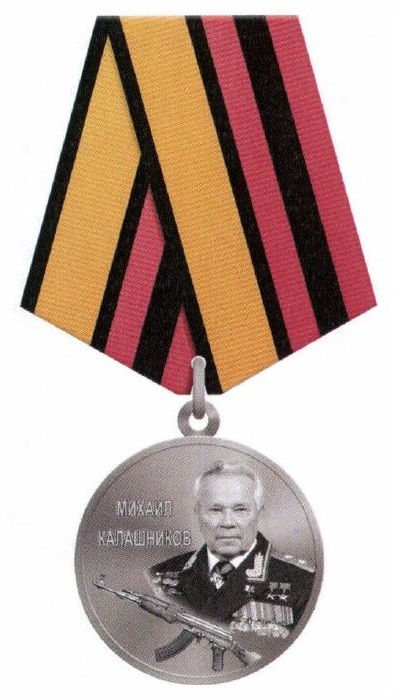

### Фильм
«Калашников» — биографический фильм о Михаиле Калашникове был снят в 2019 году. Премьера состоялась 20 февраля 2020 года.

## Памятники
- 7 ноября 2014 года в военном городке Большая Крепость российской военной базы в Республике Армения установлен памятник Михаилу Калашникову[110].
- 10 ноября 2015 года в Ижевске в Сквере Победы у Мемориала Вечного огня открыт бюст Михаила Калашникова[111].
- 23 декабря 2015 года на Федеральном военном мемориальном кладбище открыт памятник Михаилу Калашникову[112].
- 20 февраля 2016 года бюст Михаила Калашникова открыт на территории студгородка Ижевского государственного технического университета (ИжГТУ) им. М. Т. Калашникова[113].
- 19 сентября 2017 года в Москве в День оружейника в сквере на пересечении улиц Садовая-Каретная и Долгоруковская открыт памятник Михаилу Калашникову (автор скульптуры — Салават Щербаков)[114].
- Министерством обороны России 14 декабря 2017 года учреждена медаль «Михаил Калашников». Ею награждаются работники ОПК, научно-исследовательских, производственных и научно-производственных организаций за отличия во внедрении инноваций при разработке, производстве и введении в эксплуатацию современных образцов вооружения и военной техники[115].
- Школа № 26 города Симферополя с 2017 года носит имя М. Т. Калашникова.
- К 100-летию Михаила Калашникова открыт онлайн-музей[116].
- 23 февраля 2022 года в городе Ковров в парке Экскаваторостроителей (Парк-Патриот) был установлен памятник Михаилу Тимофеевичу Калашникову[117].
- Бронзовый памятник открыт у входа в Военно-историческом музее артиллерии, инженерных войск и войск связи в Санкт-Петербурге. Скульптор Владимир Курочкин (Москва). Является единственным монументом в мире, где Калашников изображен в форме старшего сержанта Красной армии[118].

## Скандал с использованием образа в избирательной кампании 2011 года
Во время предвыборной кампании в городе Тольятти Самарской области в 2011 году КПРФ распространяла в своих материалах, в том числе на городских билбордах информацию, что Калашников (по утверждению КПРФ) в газете Правда от 20 октября 2011 года положительно высказывался о Коммунистической партии.
Данная информация и изображение Михаила Калашникова были использованы в качестве предвыборной агитации в частности однофамильцем конструктора членом Президиума ЦК КПРФ Леонидом Калашниковым. КПРФ утверждало, что у них есть разрешение от Михаила Калашникова с личной подписью и печатью конструктора.
Член партии «Единая Россия» Александр Хинштейн в ходе этого конфликта заявил, что сам Калашников обратился с жалобой в прокуратуру Самарской области и Центризбирком на действия КПРФ по поводу нарушения его прав. В пресс-центре Самарской прокуратуры заявили, что «согласие на использование изображения в агитационных материалах заявителем не давалось, с просьбой о даче такого согласия к нему никто не обращался».
По словам Хинштейна, на представленных КПРФ разрешительных документах стоит не подпись Калашникова, а штемпельное клише. Хинштейн обвинил КПРФ либо в подделке документов, либо в подлоге; он добавил, что Михаил Калашников помимо того, что является «членом партии „Единая Россия“ с 2001 года» и учредителем Удмуртского регионального отделения «Единой России», также является активным сторонником их партии, присутствуя почти на всех съездах, высказываясь на протяжении 10 лет в поддержку курса Владимира Путина и дав согласие Удмуртскому отделению на использование его высказываний и образа в поддержку «Единой России». По словам Хинштейна, Калашников по-прежнему является сторонником их партии, а действия КПРФ вызвали у него удивление.